# عائض القحطاني
عائض القحطاني بروفيسور الجراحة العامة في كلية الطب لجامعة الملك سعود، استشاري في جراحة المناظير والسمنة والمشرف على كرسي السمنة بالجامعة في مدينة الملك فهد الطبية وجامعة الملك سعود، والبورد الأمريكي في الجراحة العامة والمناظير  اشتهر بكونه الدكتور المعالج لخالد الشاعري الشاب السعودي الذي لقب بأضخم رجل على وجه الأرض والذي كتبت عنه الصحف العالمية  العربية  إلى جانب شهرة عائض القحطاني في علاج سمنه الأطفال وبعض مشاهير الفن وهو أول عربي يحصل على جائزة جراح العام من جامعه قراز النمسا 2011   والجائزة العالمية الأمريكية في جراحة سمنة الأطفال عام 2018. 

## حياته
حاز عائض القحطاني على درجة البكالوريوس في الطب والجراحة مع مرتبة الشرف في عام 1992 من جامعة الملك سعود. ثم أكمل مسيرتهُ، إذ انتقل إلى كندا جامعة ماكجيل، حيث حاز هنالك على درجة الزمالة في الجراحة العامة. بعدها تابع تحصيله العلمي، فحصل على الزمالة الكندية من جامعة مونتريال في جراحة الأطفال. انتقل بعد ذلك إلى الولايات المتحدة الأمريكية، الكلية الأمريكية للجراحين، وحصل فيها على البورد الأمريكي في الجراحة العامة، والبور الأمريكي في جراحة الأطفال.
شغل عدة مناصب في المجالات الصحية والطبية داخل المملكة العربية السعودية وخارجها، فتولى منصب رئيس مجلس الدراسات العليا في كلية الطب وجامعة الملك سعود، وكان أحد أبرز الأعضاء ذوي المشاركة الفعّالة في مجلس التعليم الطبي لجامعة الملك سعود، كما أشرف بنفسه وفي الفترة من 2002 وحتى 2007 على كافة برامج الدراسات العليا في الجامعة. وفي العام 2003 وحتى 2005 تولى منصب نائب رئيس قسم الجراحة في جامعة الملك سعود التي بدأ منها مشواره. كما شغل منصب رئيس لجنة الاختبارات لبرنامج جراحة الأطفال في الهيئة السعودية للتخصصات الصحية، وكان عضوا في المجلس التنفيذي للجمعية الدولية لجراحة المناظير، وشغل منصل نائب رئيس قسم الجراحة للشئون الأكاديمية في جامعة الملك سعود في الفترة من 2003 إلى 2005 م، كما كان عضوا في لجنة اختبار الطلبة المرشحين لزمالة الطب وجراحة ألأطفال في جامعة مونتريال قسم الجراحة بمستشفى سينت جستين في الفترة من عام 2001 إلى 2002 م، ودرب طلب كلية الطب في جامعة ماكجيل الكندية في الفترة من عام 1999 إلى 2000 م، ومثل الأطباء السعوديين بالجامعة في الفترة من 1998 إلى 2000 م، كما كان عضوا في لجنة التقييم في الكلية الملكية الكندية بوحدة العناية المركزة في جامعة ماكجيل سنة 1999 م.
وللمرة الأولى في السعودية والوطن العربي، تم تقليد عائض بن ربيعان القحطاني، منصبَ رئيس الجمعية الدولية لجراحة المناظير للأطفال في سياتل الأمريكية وتعتبر هذه الجمعية من أقدم وأكبر جمعية في العالم، ويعد عائض القحطاني أول عربي سعودي يرأس هذه الجمعية.

## المؤهلات العلمية
- البورد الأمريكي في جراحة الأطفال 2002.
- البورد الأمريكي في الجراحة العامة 2001.
- زميل الكلية الملكية للأطباء والجراحين في FRCSC 2002 كندا لجراحة الأطفال.
- زميل الكلية الملكية للأطباء والجراحين في FRCSC 2001 كندا للجراحة العامة.
- الزمالة في جراحة الأطفال منذ سبتمبر 2000 –يوليو 2002.
- جراحة المناظير من دينفر كولورادو، الولايات المتحدة الأمريكية.
- نيابة في الجراحة العامة جامعة ماكغيل مونتريال كندا منذ 1995 – 2000.
- مرتبة الشرفMB, BS جامعة الملك سعود بالرياض سنة 1992.

## المناصب
- رئيس الجمعية العربية السعودية لطب وجراحة السمنة (SASMBS)
- رئيس الجمعية الخليجية لجراحة السمنة (GOSS)
- الرئيس التنفيذي - مركز نيو يو الطبي- الرياض/ المملكة العربية السعودية.
- اسـتاذ و إستشاري جراحة المناظير و جراحة السمنة – كلية الطب- جامعة الملك سعود ومستشفى الملك خالد الجامعي -الرياض/ المملكة العربية السعودية.
- المشرف السابق على الدراسات العليا – جامعة الملك سعود – الرياض/ المملكة العربية السعودية.
- المشرف على كرسي السمنة – كلية الطب -جامعة الملك سعود – الرياض/ المملكة العربية السعودية.
- المؤسس والمشرف لعيادة السمنة المتعددة التخصصات -جامعة الملك سعود.
- المدير السابق لبرنامج جراحة السمنة بمدينة الملك فهد الطبية.
- الرئيس السابق - الجمعية العربية لجراحة الأيض وجراحة السمنة (PASMBS).
- الرئيس السابق - الجمعية الدولية لجراحة مناظير الأطفال (IPEG).
- المؤسس والرئيس السابق للجمعية الدولية لجراحة مناظير الأطفال (IPEG) في الشرق الأوسط.
- الرئيس السابق للجنة العضوية ، للجمعية السعودية لطب وجراحة السمنة (SASMBS).

## التكريم والجوائز
- جائزة الجمعية الأمريكية لجراحة السمنة والتمثيل الغذائي ASMBS في جراحة سمنة الأطفال 2018 جائزة الجمعية الامريكية لجراحات السمنة سنة 2018م.

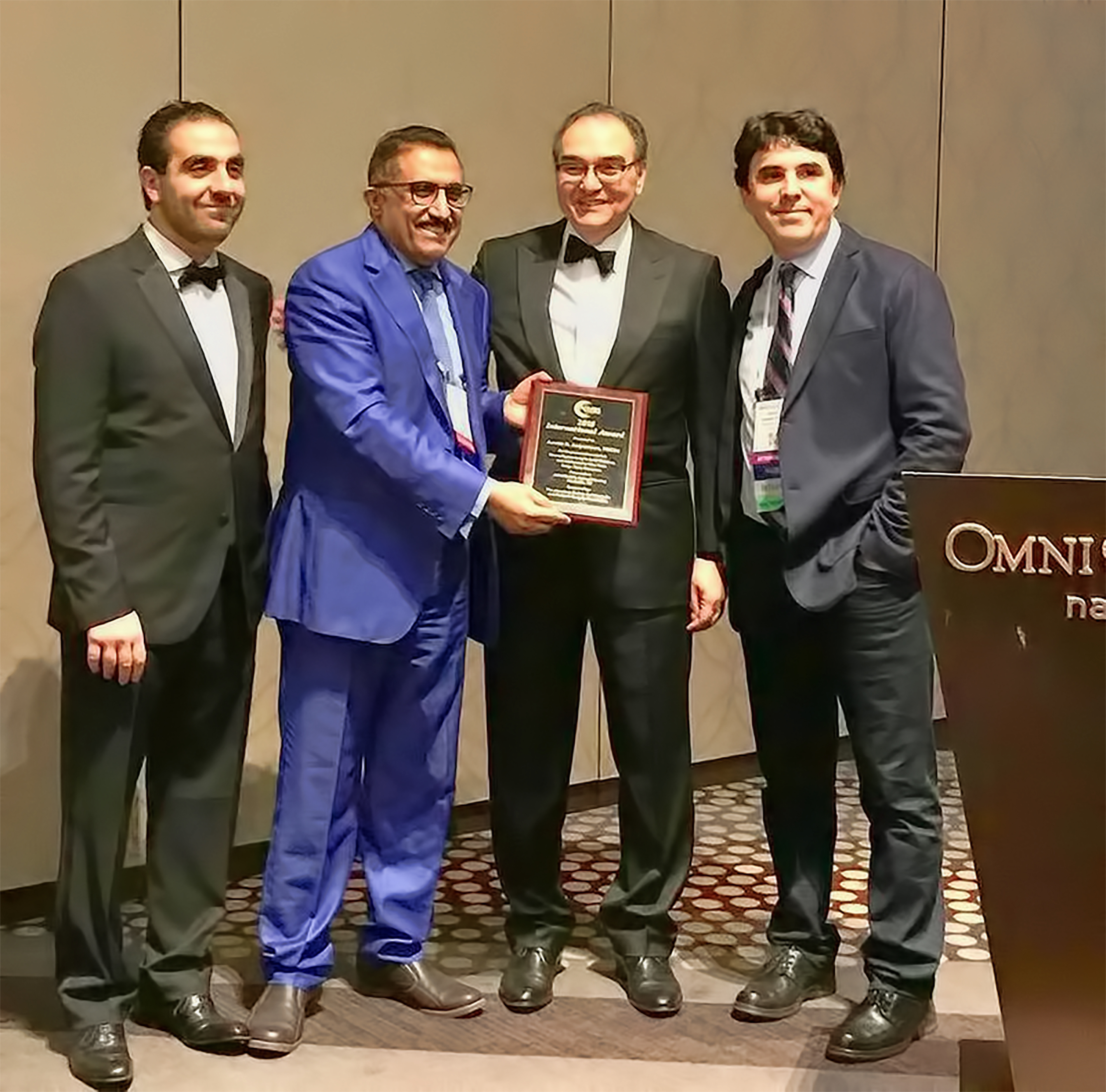
جائزة الجمعية الامريكية لجراحات السمنة سنة 2018م.

- جائزة جراح العام في سنة 2011. Surgeon of the year 2011))، جامعة قراز بالنمسا [17]
- التكريم ضمن أفضل ثلاثين عملية في جراحة المناظير من مركز (اركاد) المعهد الأوربي للجراحة عن بعد (IRCAD)ستراسبورغ – فرنسا 2007  .
- جائزة العميد الشرفية للنتائج المميزة في تدريب ما بعد برنامج الدكتوراه عام 2002 من جامعة مونتريال، كندا.
- جائزة أفضل ورقة بحثية في الجراحة العامة سنة 1998 وكانت بعنوان: (Investigative modalities of massive lower GI Bleeding)..
- مرتبة الشرف  - جامعة الملك سعود.